# WISE 1506+7027
Désignations

WISE J1506+7027

WISE 1506+7027

WISE J150649.97+702736.1
WISEPC J150649.97+702736.0 (désignation abrégée WISE 1506+7027 ou WISE J1506+7027) est une étoile naine brune de type spectral T6,, située dans la constellation de la Petite Ourse. C'est une des plus proches voisines du Soleil, à une distance de 11,1+2,3
 −1,3 années-lumière. Les naines brunes plus proches du Soleil sont Luhman 16 et WISE 0855–0714. Les autres naines brunes qui pourraient être plus proches du Soleil sont ε Indi Ba et ε Indi Bb à 11,8 années-lumière et WISE 0350-5658 à 12,1+5,2
 −1,3 années-lumière.

## Découverte
WISE 1506+7027 a été découverte en 2011 dans les données collectées dans l'infrarouge par le télescope spatial Wide-field Infrared Survey Explorer (WISE), dont la mission a duré de décembre 2009 à février 2011. En 2011, Kirkpatrick et ses collègues ont publié un article dans The Astrophysical Journal Supplement, où ils présentaient la découverte de 98 nouveaux systèmes de naines brunes avec des composantes de types spectraux M, L, T et Y, parmi lesquels se trouvait WISE 1506+7027,.

## Distance
La parallaxe trigonométrique de WISE 1506+7027, publiée en 2013 par Marsh et al., est de 0,310 ± 0,042 seconde d'arc, correspondant à une distance de 3,4+0,7
 −0,4 pc, ou 11,1+2,3
 −1,3 al,. L'estimation par photométrie de la distance de WISE 1506+7027, publiée dans l'article de découverte en 2011, est de 4,9 pc (16 al).
L'objet est assez brillant pour que le satellite Gaia puisse en faire des mesures de parallaxe annuelle. La parallaxe de WISE 1506+7027 est de 193,94 ± 0,63 mas, ce qui correspond à une distance de 5,15 ± 0,02 pc (∼16,8 al), qui est plus proche de la valeur estimée par photométrie.

## Mouvement dans l'espace
WISE 1506+7027 a un mouvement propre élevé de 1585 milliarcsecondes par an.